# Lenti Termálfürdő és Szent György Energiapark
A Lenti Termálfürdő és Szent György Energiapark 1978-ban nyílt meg a szlovén-magyar határtól 15 km-re. A mélyből feltörő 40 000 éves gyógyhatású termálvíz és a Szent György Energiapark egészségre gyakorolt jótékony hatása miatt évente több ezren keresik fel.

## Fekvése
A Lenti Termálfürdő és Szent György Energiapark Zala vármegye déli részén a szlovén határtól 15 kilométerre található Lenti városában. A Lenti Termálfürdő Zalaegerszeg irányából a 75-ös, Szombathely irányából a 86-os főúton haladva közelíthető meg, valamit a fővárosból az M7-es autópályán a tornyiszentmiklósi kijáratot elhagyva Lovászin keresztül haladva érhető el a város.

## Története
Lenti fürdőjének története az 1960-as évekre nyúlik vissza. 1966-ban a város határában lengyárat szerettek volna létesíteni. A vízigényes tevékenységhez próbafúrásokat végeztek, melynek eredményeként 1200–1500 méter mélységben 340 l/perc vízhozamú, 56 °C-os termálvizet találtak.
A víz hasznosítására 1978-ban nyitották meg a termálfürdőt. A fürdő nátrium-hidrogén-karbonátos vizét az Egészségügyi Minisztérium 1988-ban gyógyvízzé nyilvánította. A fürdő megnyitása óta folyamatosan fejlődik és bővül. 2004 júliusában avatták fel a termálfürdő 1340 m² felületű élménymedencéjét, majd a következő fejlesztési szakasz befejeztével 2010-ben átadták az új, 300 férőhelyes pihenőteret és az új „Szaunavilág” részleget, 2016-ban pedig egy új épületszárnyat belső medencékkel, fedett csúszdás élményfürdővel.
A gyógyfürdő új épületrészének fejlesztése mellett, a céget üzemeltető Lenti Gyógyfürdő Kft. koordinálásában a komplexumhoz függőfolyosóval kapcsolódó négy szintes, 94 szobás, négycsillagos szálloda beruházása elkészült. A szálloda neve Thermál Hotel Balance lett, mely 2016. június 17-én nyílt meg.

## Infrastruktúra

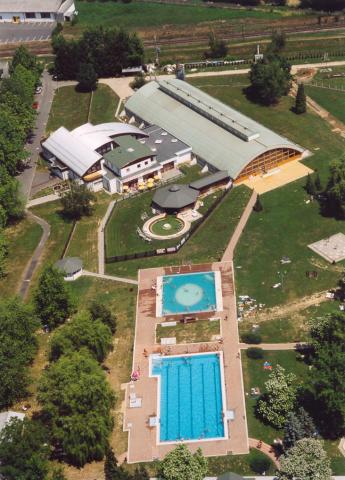
A szabadtéri és a fedett fürdő

### Szabadtéri fürdő
A Lenti Termálfürdő 5 szabadtéri (gyermek-, úszó-, élmény- és gyógymedencékkel) és egy félig fedett hidromasszázs élménymedencével valamint 8 ha zöldterülettel rendelkezik. A fürdő legnagyobb medencéje 1340 m² vízfelületű, melyben vadvízáram, nyakzuhany, masszázspadok és itt egy 74 m hosszú úgynevezett Anakonda csúszda is található.

### Fedett fürdő
A közel 3500 négyzetméteres fedett fürdőrészben 5 medence (úszó-, gyógy-, gyermek- és hidromasszázs medencék), szauna világ – benne finn, aroma és infraszauna –, 630 m2 pihenőtér pihenőágyakkal, gyógyászati részleg és szépségfarm is működik.
A fedett úszómedence 28 °C, a gyógy- és a hidromasszázs medencék 38 °C, a tan- és gyermekmedence pedig 34 °C.
A fedett fürdőbe elektronikus (chip karórával működő) „forgóvillás” belépőrendszeren keresztül lehet bejutni. A chip karórák az öltözőszekrényeket is nyitják/zárják.
A fogadótérben található a Tourinform iroda is.

### Fedett élményfürdő
Az új, fedett élményfürdőben a fiatalokat csúszdás élménymedence várja élmény- és játékelemekkel, óriás- és gyermekcsúszdával, valamint a kisgyermekeknek szóló pancsolóval. Emellett egy melegvizes élménymedence benne különféle masszázs élményelemek, mint pl. masszázságyak, buzgárok, nyakzuhany, pezsgőülőke nyújtanak pihenést, felüdülést az idelátogatóknak.

### Szaunavilág
A lenti fedett fürdőben külön, önálló részen találhatók a szaunák. Benne két finn, egy aroma valamint egy physiotherm infraszaunával. Belső és szabadtéri pihenőrész is tartozik a szaunákhoz.

### A medencék adatai
| Fedett medence                   | Vízfelszín | Vízmélység  | Vízhőfok |
| -------------------------------- | ---------- | ----------- | -------- |
| Úszómedence                      | 450 m²     | 2,2 m       | 26–28 °C |
| Tanmedence                       | 88 m²      | 1,00–1,02 m | 32–34 °C |
| Gyógymedence                     | 50 m²      | 0,95 m      | 36–38 °C |
| Gyerekmedence                    | 12 m²      | 0,1–0,3 m   | 34 °C    |
| Fedett élményfürdő               | Vízfelszín | Vízmélység  | Vízhőfok |
| Csúszdás élménymedence           | 216 m²     | 1,00 m      | 31–33 °C |
| Gyermek pancsoló élménymedence   | 31 m²      | 0,50 m      | 32 °C    |
| Felnőtt masszázs élménymedence   | 186 m²     | 1,10 m      | 34–36 °C |
| Jakuzzi                          | 24 m²      | 1,10 m      | 34–36 °C |
| Szabadtéri medence               | Vízfelszín | Vízmélység  | Vízhőfok |
| Gyógyvizes hidromasszázs medence | 144 m²     | 1,2 m       | 36–38 °C |
| Tanmedence                       | 209 m²     | 0,77–1,10 m | 32–34 °C |
| Úszómedence                      | 337 m²     | 1,6–1,8 m   | 24–27 °C |
| Pancsoló medence                 | 95 m²      | 0,3–0,6 m   | 32–34 °C |
| Gyógymedence                     | 314 m²     | 0,84–1,06m  | 36–38 °C |
| Csúszdás élménymedence           | 1329 m²    | 1,40 m      | 28–30 °C |

## A termálvíz jellemzői
Összetétele: nátrium-hidrogén-karbonátos gyógyvíz. A víz hőmérséklete a medencékben 25–27 Celsius-fok, illetve 36–38 Celsius-fok.

## Gyógyászati szolgáltatások
A 3500 négyzetméteres fedett fürdőrészben gyógyászati részleg is működik.
A lenti fürdő vize Európa szerte ismert 40 000 éves nátrium-hidrogén-karbonátos gyógyvíz, amely mozgásszervi problémák, gerinc (nyak, hát, derék), lumbágó, ízületi (váll, könyék, kéz, csípő, térd, boka) gyulladásos és kopásos megbetegedések kezelésére alkalmas. A gyógyvízhez kapcsolódóan kúraszerűen alkalmazott gyógyászati kezelések is igénybe vehetők, amelyekhez előzetes orvosi vizsgálat szükséges.

### Ellenjavallatok
Nem ajánlott a termálvízben fürdeni azok számára, akik az alábbi betegségek valamelyikében szenvednek:
- szívritmuszavar
- szívinfarktus után 3 hónapon belül,
- magas vérnyomás
- sclerosis multiplex
- előrehaladott máj- és vesemegbetegedés
- lázas és fertőző betegségek

### Kezelések
- Hidroterápia (vízben történő kezelés): víz alatti sugármasszázs vagy hidromasszázs (tangentor-kezelés).
- Balneoterápia (gyógyvízterápia): medencefürdő, kádfürdő.
- Mechanoterápia: Masszázs.
- Vízi torna
- Magnetoterápia
- Iszappakolás
- Iontoforézis

### A gyógyvíz kémiai összetétele
| Kationok             | mg egyenérték | mol egyenérték   | Than f. egyenérték |
| -------------------- | ------------- | ---------------- | ------------------ |
| Kálium és nátrium    | 370           | 16,09            | 95,29              |
| Ammónium             | 5,2           | 0,29             | 1,71               |
| Kalcium              | 4,9           | 0,24             | 1,45               |
| Magnézium            | 1,3           | 0,11             | 0,63               |
| Vas                  | 0,05          | 0,00             | 0,00               |
| Mangán               | 0,02          | 0,00             | 0,00               |
| Kálium               | 5,8           | 0,15             | 0,88               |
| A kationok összege   | 387,26        | 16,88            | 100,00             |
|                      |               |                  |                    |
| Anionok              | mg egyenérték | mol egyenérték   | Than f. egyenérték |
| Nitrát               | 1,0           | nem mutatható ki | 0,00               |
| Nitrit               | 0,02          | nem mutatható ki | 0,00               |
| Klorid               | 2             | 0,00             | 0,00               |
| Bromid               | 0,02          | nem mutatható ki | 0,00               |
| Jodid                | 0,01          | 0,00             | 0,00               |
| Fluorid              | 1,02          | 0,05             | 0,32               |
| Szulfát              | 10            | nem mutatható ki | 0,00               |
| Hidrogén-karbonát    | 1013          | 16,61            | 99,42              |
| Szulfid              | 0,00          | 0,00             | 0,00               |
| Összes foszfát       | 0,14          | 0,00             | 0,03               |
| Anionok összege      | 1014,77       | 16,70            | 99,77              |
|                      |               |                  |                    |
| Összetett vegyületek | mg egyenérték | mol egyenérték   | Than f. egyenérték |
| Metabórsav           | -             | nem mutatható ki | -                  |
| Metakovasav          | 50            | -                | -                  |
| Szabad szénsav       | -             | -                | -                  |
| Oldott oxigén        | -             | -                | -                  |

## Turisztika, látnivalók
Lenti és a várost körülölelő Kerka-völgye számos természeti és kulturális értéket kínál az idelátogatóknak.
A túrákat keresőknek 30 km kiépített kerékpárút, valamint további 80 km kerékpározható útvonal, gyalogutak és Magyarország leghosszabb (32 km) erdei kisvasútja nyújt páratlan élményeket.
A város határában tekinthető meg a ez egykori Lenti vár maradványa.
A hazai növényvilág gazdag tárházát mutatja be a Budafai Arborétum.
A térség kulturális értékei között említésre méltó Lentiben a XVII. századi barokk stílusú rk. templom, a Faipari és Vasúttörténeti Múzeum, a Helyi Néprajzi Gyűjtemény valamint az egyedi építészetű szécsiszigeti templom. A helyi kézművesség értékei között említésre méltó a népi fazekasság és a hetési szőttes.
A turisztikai szezonban május elsejétől Csömödéri Állami Erdei Vasút néven menetrendszerű kisvasút járat közlekedik Lenti és Kistolmács települések közt a csömödéri megálló érintésével. A vonaton utazó látogatók bepillantást nyerhetnek a dél-zalai erdőségek növény és állatvilágába. Az erdei kisvasút útvonala érinti a Göcseji fenyőrégiót, a Kerka völgyét, illetve a Göcseji bükktájat. A vonatos kirándulás alkalmával gyakran látható szarvas, őz, vaddisznó, egerészölyv, és más ritka, védett madarak is olykor felbukkannak. Lentiből kiindulva gyönyörködni lehet a zajdai erdőkben, elérhető a csömödéri horgásztó, valamint a „Kistolmácsi Szabadidő Központ” fürdő- és horgásztóval. Az út Lenti és Csömödér között egy órát vesz igénybe, Lenti és Kistolmács között pedig két és fél órát kell a vonattal utazni a végállomásig. A személyszállító vonatok Lenti és Kistolmács között haladva 32 km hosszban kötik össze a térség kirándulóhelyeit.